# Spilogona sordidipennis
Spilogona sordidipennis este o specie de muște din genul Spilogona, familia Muscidae. A fost descrisă pentru prima dată de Holmgren în anul 1883. Conform Catalogue of Life specia Spilogona sordidipennis nu are subspecii cunoscute.